# Maine angevin

Carte de l'Anjou au XVIIIe siècle.

Le Maine angevin est la partie sud du département français de la Sarthe, correspondant au nord-est du Haut-Anjou. Ce territoire compte notamment les villes de La Flèche et du Lude, laquelle relève du Baugeois.

## Géographie

Les communes du Maine angevin.

S'étendant de Chenu à Parcé-sur-Sarthe, au nord-est du Maine-et-Loire et le long la vallée du Loir, le Maine-Angevin est intégralement compris dans l'Arrondissement de La Flèche.
Les limites entre les provinces d'Ancien Régime peuvent varier selon les époques et les critères d'approche. Ainsi, les limites du diocèse du Mans ne correspondaient pas à celles de la province du Maine, et les pays d'élection, c'est-à-dire les circonscriptions fiscales, pouvaient chevaucher deux provinces. Les limites du Maine angevin peuvent donc fluctuer selon les points de vue. Ainsi, de nombreuses paroisses du Maine faisaient partie du pays d'élection de La Flèche, comme c'est le cas d'Aubigné-Racan, Lavernat, Luceau, Pontvallain, Beaumont-Pied-de-Bœuf ou Sablé-sur-Sarthe. Des paroisses ont aussi changé de province au cours de l'histoire, comme Château-du-Loir, dans le Maine, qui fut aux mains des comtes de La Flèche du XIe siècle au XIIe siècle. Sablé-sur-Sarthe appartint de même aux comtes de Craon puis aux ducs d'Anjou. Mareil-sur-Loir et Clermont étaient par ailleurs incluses dans la baronnie et sénéchaussée de La Flèche, en Anjou. C'était aussi le cas d'une partie de Luché-Pringé.
Le « Pays du Maine angevin » est aussi le nom d'un ancien syndicat intercommunal de la Mayenne. Créé en 1984, il se trouvait en Mayenne angevine et il a fusionné avec d'autres intercommunalités en 2004 pour former la communauté de communes du Pays de Meslay-Grez. 
Les communes du Maine angevin sont, : Arthezé, Bazouges-sur-le-Loir, Bousse, Chenu, Courtillers, Cré-sur-Loir, Crosmières, Dissé-sous-le-Lude, La Bruère-sur-Loir, La Chapelle-aux-Choux, La Chapelle-d'Aligné, La Flèche (et les anciennes communes annexées de Saint-Germain-du-Val, Sainte-Colombe et Verron), Le Bailleul, Le Lude (et l'ancienne commune annexée de St-Mars-de-Cré), Louailles, Notre-Dame-du-Pé, Parcé-sur-Sarthe, Précigné, Pincé, Savigné-sous-le-Lude, Saint-Germain-d'Arcé, Thorée-les-Pins, Vaas, Villaines-sous-Malicorne et Vion.